# Décès en juin 1958
Décès
- 1954
- 1955
- 1956
- 1957
- 1958
- 1959
- 1960
- 1961
- 1962

Pour une information complémentaire, voir la page d'aide.

| Date    | Nom                | Pays                 | Activités                                 | Âge | Source |
| ------- | ------------------ | -------------------- | ----------------------------------------- | --- | ------ |
| 12 juin | Emily Wynne        | Drapeau de l'Irlande | Artiste textile irlandaise et romancière. | 86  |        |
| 26 juin | Maurice de La Fuye | Drapeau de la France | Historien français.                       | 90  |        |